# Thang đo Wedgwood

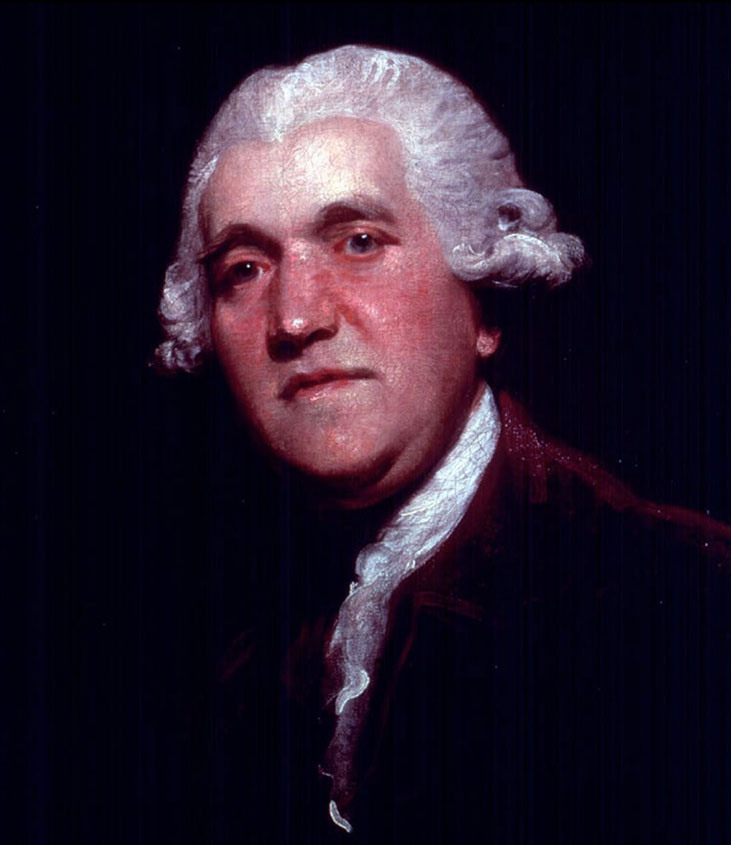
Josiah Wedgwood

Thang đo Wedgwood (°W) là thang đo nhiệt độ lỗi thời, được sử dụng để đo nhiệt độ nhiệt độ bay hơi của thủy ngân là 356 °C (673 °F). Thang đo và kỹ thuật đo lường liên quan được đề xuất bởi thợ gốm người Anh Josiah Wedgwood trong thế kỷ 18. Phép đo được dựa trên sự co lại của đất sét khi được nung nóng trên nhiệt độ cao, và độ co lại được đánh giá bằng cách so sánh các xi lanh đất sét nóng và không nung. Thang đo bắt đầu từ 1.077,5 °F (580,8 °C) tương đương 0° Wedgwood và có 240° Wedgwood tương đương 130 °F (54 °C). Cả nguồn gốc và bước sau đó đều được tìm thấy không chính xác.

## Lịch sử
Điểm sôi của thủy ngân giới hạn nhiệt kế thủy ngân trong thủy tinh ở nhiệt độ dưới 356 °C, quá thấp đối với nhiều ứng dụng công nghiệp như gốm, làm thủy tinh và luyện kim. Để giải quyết vấn đề này, vào thế kỷ 18, thợ gốm người Anh Josiah Wedgwood đã đề xuất một phương pháp để đo nhiệt độ trong lò nung của ông. Phương pháp và thang đo nhiệt độ của ông sau đó đã được áp dụng rộng rãi trong các ứng dụng khoa học và kỹ thuật. Chúng đã bị quên lãng sau khi phát minh ra các loại pyrometer chính xác, ví dụ như pyrometer của John Frederic Daniell vào năm 1830.

## Thang đo
Mốc (0°) trên thang đo Wedgwood được đặt ở nhiệt độ khởi phát của nhiệt đỏ, 1.077,5 °F (580,8 °C). Thang đo có 240° Wedgwood tương đương 130 °F (54 °C) và mở rộng lên tới 32.277 °F (17.914 °C). Wedgwood đã cố gắng so sánh thang đo của mình với các thang đo khác bằng cách đo sự giãn nở của bạc như một hàm của nhiệt độ. Ông cũng xác định điểm nóng chảy của ba kim loại, cụ thể là đồng (27 °W hoặc 4.587 °F (2.531 °C)), bạc (28 °W hoặc 4.717 °F (2.603 °C)) và vàng (32 °W hoặc 5.237 °F (2.892 °C)). Tất cả các giá trị này ít nhất là 2.500 °F (1.370 °C).